# Vedere asupra satului
Vedere asupra satului este un tablou al pictorului francez Frédéric Bazille din 1868, aflat acum la Musée Fabre din Montpellier.